# Ritratto di Francisco de Moncada
Il ritratto, opera di Antoon Van Dyck, raffigura Francisco de Moncada, nobile spagnolo che fu per un anno Governatore dei Paesi Bassi spagnoli, ed è conservato presso il Kunsthistorisches Museum di Vienna. Il pittore fiammingo lo realizzò nel 1634, al rientro nelle Fiandre, da Londra, ricevendo la commessa anche per un secondo dipinto, con lo stesso soggetto, cioè il Ritratto equestre di Francisco de Moncada, che invece si trova al Museo del Louvre di Parigi.